# Abd ar-Rahmán II.
Abd ar-Rahmán II. nebo Abdarrahmán II. (788 Toledo – 22. září 852 Córdoba) byl čtvrtý umajjovský emír córdobského emirátu. Vládl 30 let (822–852) a výrazně přispěl k rozvoji vlastní infrastruktury. Byl velkým podporovatelem kultury a umění (zejména literatury, hudby a stavitelství), kromě toho však pronásledoval křesťany a židy.